# NGC 4105
NGC 4105 ist eine Elliptische Galaxie vom Hubble-Typ E3 mit aktivem Galaxienkern im Sternbild Hydra südlich der Ekliptik. Sie ist schätzungsweise 79 Millionen Lichtjahre von der Milchstraße entfernt und hat einen Durchmesser von etwa 70.000 Ljichtjahren. Vermutlich bildet sie gemeinsam mit NGC 4106 ein gravitativ gebundenes Galaxienpaar und sie ist die hellste Galaxie der NGC 4105-Gruppe (LGG 270).

Im selben Himmelsareal befinden sich die Galaxien  IC 760, IC 2996, IC 3005, IC 3010.
Das Objekt wurde am 7. März 1791 von Wilhelm Herschel entdeckt.

## NGC 4105-Gruppe (LGG 270)
| Galaxie   | Alternativname | Entfernung / Mio. Lj |
| --------- | -------------- | -------------------- |
| NGC 4105  | PGC 38411      | 79                   |
| IC 2995   | PGC 38330      | 74                   |
| IC 3005   | PGC 38464      | 69                   |
| IC 3010   | PGC 38511      | 81                   |
| PGC 38222 | ESO 440-046    | 70                   |